# 1275
Високе Середньовіччя •  Реконкіста •  Хрестові походи •  Монгольська імперія

## Геополітична ситуація
Михайло VIII Палеолог є імператором Візантійської імперії (до 1282), а Рудольф I королем Німеччини (до 1291). У Франції править Філіп III Сміливий (до 1285).
Апеннінський півострів розділений: північ належить Священній Римській імперії, середню частину займає Папська область, південь належить Сицилійському королівству. Деякі міста півночі: Венеція, Піза, Генуя тощо, мають статус міст-республік.
Майже весь Піренейський півострів займають християнські Кастилія (Леон, Астурія, Галісія), Наварра, Арагонське королівство (Арагон, Барселона) та Португалія, під владою маврів залишилися тільки землі на самому півдні. Едуард I Довгоногий є королем Англії (до 1307), а королем Данії — Ерік V (до 1286).
Руські землі перебувають під владою Золотої Орди. Король Русі Лев Данилович править у Києві та Галичі (до 1301), Роман Михайлович Старий — у Чернігові (до 1288). На чолі королівства Угорщина стоїть Ласло IV Кун (до 1290). У Кракові княжить Болеслав V Сором'язливий (до 1279).
Монгольська імперія займає більшу частину Азії, але вона розділена на окремі улуси, що воюють між собою. У північному Китаї править монгольська династія Юань, на півдні династія Сун усе ще чинить опір завойовникам. У Єгипті правлять мамлюки. Невеликі території на Близькому Сході утримують хрестоносці. Мариніди правлять у Магрибі. Делійський султанат є наймогутнішою державою Північної Індії, а на півдні Індії держава Пандья витісняє Чолу. В Японії триває період Камакура.
Цивілізація мая переживає посткласичний період. Почала зароджуватися цивілізація ацтеків.

## Події

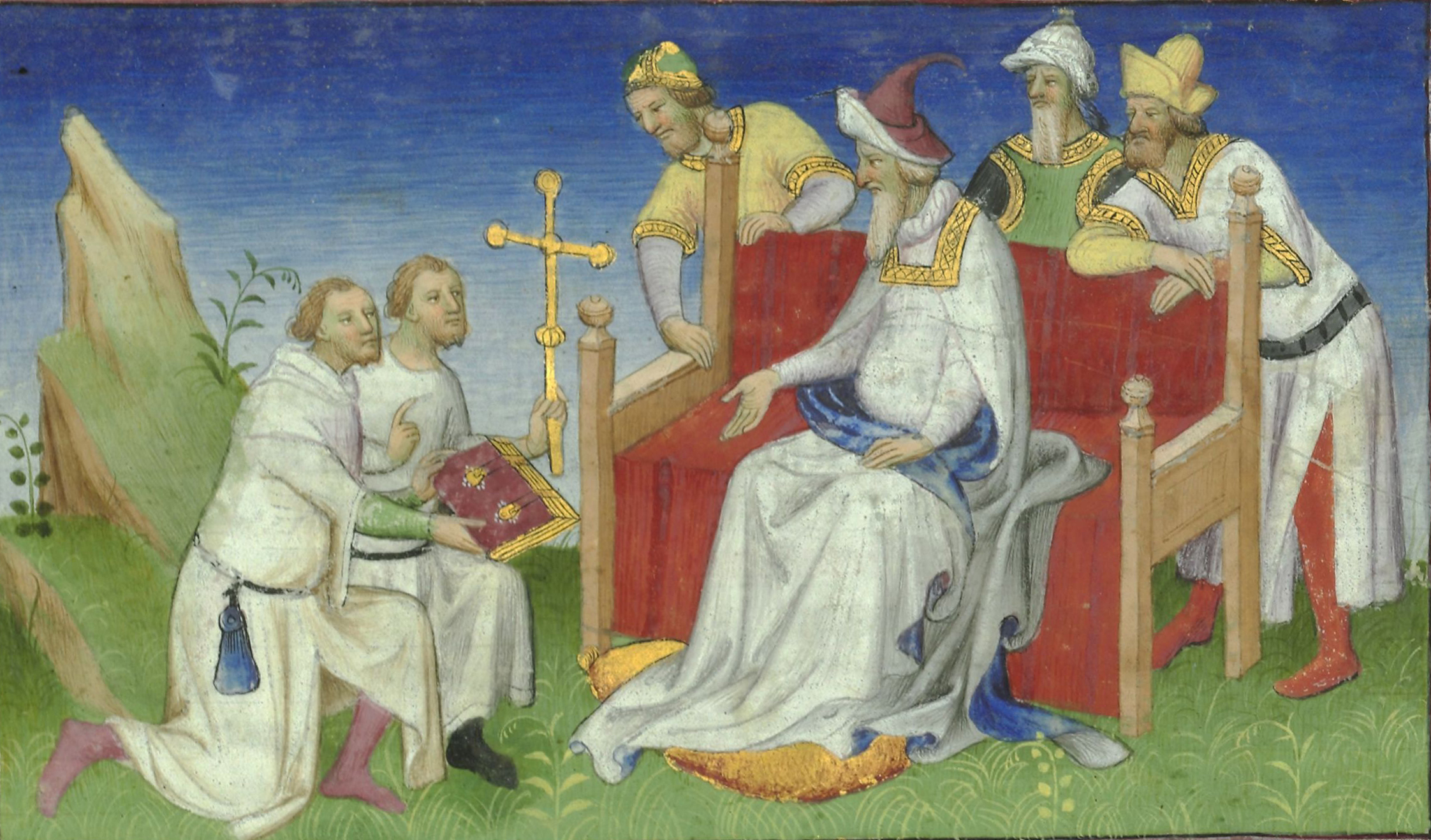
Брати Поло перех Хубілаєм. Ілюстрація XV століття

- Галичани, спільно з ординцями, здійснили похід на Литву.
- Пржемисла Отакара II оголошено зрадником за відмову повернути королю Німеччини Рудольфу I землі, захоплені в період міжцарства 1247—1273 років.
- Папа римський Григорій X та король Німеччини Рудольф I зустрілися в Лозанні. Укладено угоду про визнання за Святим престолом право на землі в центральній Італії. Рудольф I пообіцяв піти в хрестовий похід і відвідати Рим для коронації імператором, чого однак не сталося.
- Візантія визнала унію між західною і східною церквами, домовленість про яку було досягнуто на Другому Ліонському соборі.
- Парламент Англії прийняв Вестмінстерський статут, що кодифікував англійські закони.
- Магнус III Ладулос переміг свого брата Вальдемара I і став королем Швеції.
- Уперше згадується місто Амстердам.
- Мариніди здійснили напад на християнські володіння Піренейського півострова.
- Марко Поло відвідав літню столицю Хубілая місто Шанду.
- Війська монгольської династії Юань завдали вирішальної поразки силам династії Сун.
- Жан де Мен написав другу частину Роману про троянду.